# 핀델 빙하
핀델 빙하(독일어: Findelgletscher)는 스위스 페나인 알프스의 체르마트 동쪽 몬테로사 대산괴에 있는 계곡 빙하이다. 길이는 8km이고, 면적은 19k㎡이다.
핀델 빙하의 출발점은 스위스와 이탈리아 국경에 있는 해발 3,803m의 시마디 재지(Cima di Jazzi)에 있다. 거기에서 빙하는 북쪽의 림프피시호른과 슈트랄호른과 남쪽의 슈토크호른 사이에서 서쪽으로 흐른다. 빙하의 혀 끝은 해발 2,500m에 있다.
2009년 10월 취리히 대학의 스위스 과학자 그룹은 2005년의 이전 실험과 결과를 비교하여 빙하의 길이를 측정하는 실험을 수행했다. 그들의 결과는 빙하가 4900만 ㎥의 얼음을 잃은 것으로 나타났다. 그리고 1850년 이후로 표면적의 4분의 1을 잃었다.

## 같이 보기
- 스위스 알프스